# Хредель
Хредель (др.-англ. Hrēðel; умер в 503) — король гётов, дед Беовульфа, упомянутый в одноимённой поэме. Он был женат на дочери или сестре короля Свертинга, и в этом браке родились трое сыновей (Херебальд, Хадкюн, Хигелак) и дочь, ставшая женой дана Эггтеова и матерью Беовульфа. Когда внуку исполнилось семь лет, Хредель взял его на воспитание. Король умер от горя, когда один из его сыновей, Хадкюн, случайно убил другого, Херебальда, на охоте.